# Disney XD (Németország)
A Disney XD (Németország) az azonos nevű csatorna német adásváltozata volt, amely 2009. október 9-én indult a Jetix helyén. A csatorna Németországban, Ausztriában, Svájcban és Liechtensteinben volt elérhető németül.

## Műsorok
- Kacsamesék
- Egy videójátékos majdnem mindenre jó kézikönyve
- Laborpatkányok
- Phineas és Ferb
- Milo Murphy törvénye
- Star Wars: Lázadók
- Aaron Stone
- Amerikai sárkány
- Crash és Bernstein
- Zeke és Luther
- Pokémon
- Yu-Gi-Oh!
- Lego Star Wars: Az ellenállás hajnala
- Penn Zero, a félállású hős
- Kid vs. Kat
- Benne vagyok a bandában